# Tetrix latifemuroides
Tetrix latifemuroides är en insektsart som beskrevs av Zheng, Z. 2005. Tetrix latifemuroides ingår i släktet Tetrix och familjen torngräshoppor. Inga underarter finns listade i Catalogue of Life.